# Freakier Friday
Freakier Friday (titulada: Otro viernes de locos en Hispanoamérica y Ponte en mi lugar de nuevo en España) es una película de comedia fantástica estadounidense de 2025 dirigida por Nisha Ganatra y escrita por Elyse Hollander. Basada en la novela homónima de Mary Rodgers de 1972, es la secuela de Freaky Friday (2003). Jamie Lee Curtis y Lindsay Lohan retoman sus respectivos papeles como Tess y Anna Coleman, respectivamente.
El rodaje de Freakier Friday tuvo lugar entre junio y agosto de 2024. Se estrenó en el Teatro El Capitán de Los Ángeles el 22 de julio de 2025 y fue estrenada en cines por Walt Disney Studios Motion Pictures el 8 de agosto. La película recibió críticas generalmente positivas de los críticos, con especial elogio a las actuaciones de Lohan y Curtis.

## Trama
22 años después de la primera película , Anna Coleman se ha convertido en productora y manager musical y cuenta con la ayuda de su madre Tess para criar a su hija adolescente Harper. Harper está discutiendo con una nueva compañera de clase, la inmigrante británica Lily Reyes, y una vez que las dos causan un incidente en la clase de química, Anna es llamada a la oficina del director, conoce al padre de Lily, Eric, y los dos se enamoran. Seis meses después se comprometen, y las futuras hermanastras, que ya discutían, están insatisfechas. Harper teme que su madre se mude a Londres y la deje con Tess, mientras que Lily prefiere regresar a Londres en lugar de quedarse a tiempo completo en Los Ángeles. Las dos finalmente comienzan una pelea de comida en una venta de pasteles que lleva a su clase a detención.
Durante la despedida de soltera de Anna, Anna y Tess, y posteriormente Harper y Lily, reciben lecturas de la palma por separado de la supuesta vidente Madame Jen, quien les advierte sobre sus vidas fracturadas. Entonces se produce un terremoto, que solo ellas cuatro sienten. A la mañana siguiente, descubren que han intercambiado cuerpos: Anna y Tess ahora son Harper y Lily, y viceversa.
Anna y Tess se van a la escuela y pasan un tiempo en castigo antes de irse para aprender más sobre el intercambio con Madame Jen, quien les dice que deben arreglar sus corazones. Mientras tanto, Harper y Lily deciden aprovechar sus nuevas identidades para cancelar la boda. Asisten a una sesión de fotos de Ella, la clienta de Anna, para ayudar a la cantante a superar una ruptura amorosa, y descubren que Anna había escrito una canción de amor en secreto que aparentemente trata sobre Jake, su novio del instituto, quien, según creen, puede contribuir a romper la relación con Eric. Harper no logra seducir a Jake, pero Lily logra conectar con él.
Durante una entrevista de inmigración con Eric, Harper descubre cuánto conoce y ama a su madre, y empieza a reconsiderar la idea de romper su relación. Pero Lily sigue decidida a cancelarla, y tras armar un escándalo y llevar a Jake a la cena de ensayo, Eric decide que no puede continuar con el compromiso y se marcha. Anna, furiosa y devastada, se va a ayudar a Ella en su concierto, seguida por Harper. Aunque al principio celebra, al ser confrontada por Tess, Lily se da cuenta de que su egoísmo hizo infeliz a su padre. Acude a Eric para convencerlo de que no se dé por vencido con Anna, y los tres van a buscarla al concierto de Ella.
En el concierto, Anna descubre que Ella trajo a su antigua banda, Pink Slip, para interpretar su canción. Tras contarle a Harper que la escribió sobre ella, madre e hija reconectan y la interpretan juntas. Eric ve la actuación y renueva su amor por Anna. Al observar desde el backstage con Tess, Lily reconoce que quiere formar parte de esta familia, y con la paz en mente, regresan a sus cuerpos originales. La boda transcurre según lo planeado al día siguiente, y Anna y Eric deciden quedarse en Los Ángeles.

## Reparto
- Jamie Lee Curtis como Tess Coleman
- Lindsay Lohan como Anna Coleman
- Julia Butters como Harper Coleman, hija de Anna y nieta de Tess.
- Sophia Hammons como Lily Reyes, la futura hijastra de Anna y la futura hermanastra de Harper.
- Manny Jacinto como Eric Reyes, el nuevo prometido de Anna, el padre de Lily y el futuro padrastro de Harper.
- Mark Harmon como Ryan, esposo de Tess, padrastro de Anna y Harry y abuelo adoptivo de Harper.
- Chad Michael Murray como Jake
- Vanessa Bayer como Madame Jen
- Stephen Tobolowsky como Mr. Elton Bates
- Christina Vidal como Maddie
- Haley Hudson como Peg
- Rosalind Chao como Pei-Pei
- Lucille Soong como la madre Pei-Pei
- Ryan Malgarini como Harry Coleman
- Maitreyi Ramakrishnan

## Producción

### Desarrollo
En mayo de 2023, se anunció que se estaba desarrollando una secuela de la película de comedia fantástica Freaky Friday escrita por Elyse Hollander, con Jamie Lee Curtis y Lindsey Lohan retomando sus papeles como Tess Coleman y Anna Coleman, respectivamente. En marzo de 2024, Lohan confirmó que la secuela estaba en desarrollo. Más tarde ese mes, Nisha Ganatra fue contratada para dirigir la película.En junio, Julia Butters, Manny Jacinto, Sophia Hammons y Maitreyi Ramakrishnan se unieron al elenco, con Mark Harmon, Chad Michael Murray, Christina Vidal, Haley Hudson, Lucille Soong, Stephen Tobolowsky y Rosalind Chao retomando sus papeles de la película original.

### Rodaje
El rodaje principal comenzó en Los Ángeles el 24 de junio de 2024.

## Música
En marzo de 2025, se anunció que Amie Doherty compondría la banda sonora de la película, tras haber colaborado previamente con Ganatra en The High Note (2020).  El 11 de julio de 2025, Hollywood Records lanzó una nueva versión de la canción « Take Me Away », de la banda ficticia Pink Slip, como sencillo para Freakier Friday . Una versión anterior de la canción apareció en Freaky Friday .  La banda sonora completa fue lanzada por Hollywood Records el 1 de agosto de 2025. 

## Estreno
Freakier Friday se estrenó en el Teatro El Capitan de Los Ángeles el 22 de julio de 2025 y se estrenó en cines en Estados Unidos el 8 de agosto.

## Recepción

### Taquillas
En Estados Unidos y Canadá, Freakier Friday se estrenó junto con Weapons y Sketch, e inicialmente se proyectó que recaudaría entre $27 millones y $30 millones en 3975 salas en su fin de semana de estreno.   Ganó $3.1 millones en las proyecciones de preestreno del miércoles y jueves.    La película terminó debutando con $29 millones, quedando segunda detrás de Weapons . 

### Respuesta crítica
En el sitio web de reseñas Rotten Tomatoes, el 73 % de las 162 críticas son positivas. El consenso del sitio web dice: «Un viernes de locos no reinventa la historia original, sino que cambia la fórmula para ofrecer un momento divertido y efervescente, con Jamie Lee Curtis y Lindsay Lohan retomando fácilmente papeles que les quedan como anillo al dedo». Metacritic, que utiliza una media ponderada, le asignó a la película una puntuación de 61 sobre 100, basándose en 41 críticos, lo que indica críticas «generalmente favorables». El público encuestado por CinemaScore le dio a la película una calificación promedio de «A» en una escala de A+ a F.
Maureen Lee Lenker, de Entertainment Weekly, le dio a la película una A- y la describió como "una oda sincera al fortalecimiento y la creación de vínculos, al poder del amor profundo e incondicional, y a la calidez y seguridad de la familia elegida, sobre todo en su faceta más espeluznante".  Olly Richards, ' Time Out, le dio tres estrellas de cinco y escribió: "Hay un sinfín de defectos que podrías encontrar en su lógica y narrativa, pero te da pocas razones para querer hacerlo. Este viernes es más espeluznante, pero también es… más divertido". 